# 馬德河 (加利福尼亞州)
馬德河（英語：Mad River）是位於美國加利福尼亞州三一縣的一個人口普查指定地區。

## 地理
馬德河的座標為40°27′00″N 122°30′05″W / 40.45000°N 122.50139°W，而該地最高點為海拔高度757米（即2484英尺）。

## 人口
根據2010年美國人口普查的數據，馬德河的面積為89.750平方千米，當中陸地面積為89.750平方千米，而水域面積為0.000平方千米。當地共有人口420人，而人口密度為每平方千米4人。